# Leichtathletik-Weltmeisterschaften 2023/Teilnehmer (Gabun)
| Gelbes Symbol für Goldmedaillen mit stilisierten Olympischen Ringen | Graues Symbol für Silbermedaillen mit stilisierten Olympischen Ringen | Braundes Symbol für Bronzemedaillen mit stilisierten Olympischen Ringen |
| ------------------------------------------------------------------- | --------------------------------------------------------------------- | ----------------------------------------------------------------------- |
| —                                                                   | —                                                                     | —                                                                       |

Gabun nahm an den Leichtathletik-Weltmeisterschaften 2023 in Budapest mit einem Athleten teil.

## Ergebnisse

### Männer

#### Laufdisziplinen
| Athlet            | Disziplin | Vorlauf | Vorlauf | Halbfinale | Halbfinale | Finale | Finale |
| Athlet            | Disziplin | Zeit    | Platz   | Zeit       | Platz      | Zeit   | Platz  |
| ----------------- | --------- | ------- | ------- | ---------- | ---------- | ------ | ------ |
| Guy Maganga Gorra | 200 m     | 21,04 s | 44      | DNQ        | DNQ        | –      | –      |